# Scriptorium di Bobbio
Lo Scriptorium di Bobbio era un importante centro scrittorio e biblioteca fondato dall'abate Attala nel VII secolo presso l'Abbazia di San Colombano a Bobbio, che fu per tutto il Medioevo uno dei più importanti centri monastici europei. Nel 982, custodiva oltre 700 codici.
L'antico Scriptorium era collocato in parte nei locali retrostanti adiacenti alla biblioteca del monastero, la cui sede era posta nell'odierno Museo dell'abbazia di San Colombano, e in parte nei locali retrostanti l'odierno Museo della città di Bobbio.

## Storia
Le consuetudini monastiche colombaniane imponevano ai religiosi di dedicarsi giornalmente agli studi e alla scrittura. L'abate Attala (615-627), primo successore di san Colombano, istituì uno scriptorium nell'Abbazia di San Colombano, al centro di una rete di scriptoria esistenti in età longobarda e carolingia nei vari monasteri dell'ordine.
Tra il VII e il IX secolo lo Scriptorium di Bobbio divenne il maggior centro di produzione libraria in Italia, uno dei maggiori in Europa alla pari di Luxeuil, San Gallo, Echternach e Reichenau.
Secondo alcuni studiosi nello scriptorium, sotto il terzo abate, san Bobuleno, sarebbe stato materialmente redatto l'editto di Rotari, la prima raccolta scritta di diritto longobarda, promulgato nel 643 da re Rotari.
Nello scriptorium vennero prodotti codici manoscritti miniati su pergamena. I monaci irlandesi che vi lavoravano introdussero lo stile dell'arte insulare per le miniature e un particolare sistema di abbreviature.
Vi furono utilizzate l'onciale, la semionciale, la carolina e la gotica.
I codici prodotti erano decorati con miniature e spesso avevano copertine realizzate in oreficeria.
L'abate Gerberto di Aurillac, il futuro papa Silvestro II, nel 982 fece redigere un catalogo della biblioteca, che raccoglieva oltre 700 codici, tra cui il Glossarium Bobiense, del IX secolo, una delle prime enciclopedie medievali.
Accanto ad opere liturgiche, patristiche e agiografiche, vi si trovavano opere di autori latini, di grammatici, trattati scientifici, scritti giuridici, di storia, di medicina, di agricoltura, di arte e di musica. Tra gli autori classici sono testimoniate opere di Plauto, Virgilio, Terenzio, Ovidio, Cicerone e Seneca, e storici come Tito Livio, Plinio, Lucano, Orosio, Rutilio Namaziano, oltre a testi scientifici (Galeno). 
Lo scriptorium passò in seguito all'ordine benedettino. Parte dei codici conservati nella biblioteca e prodotti dallo scriptorium andarono dispersi: diversi esemplari di pregio furono trasferiti nel XVII secolo presso la Biblioteca Ambrosiana a Milano e la Biblioteca Vaticana di Roma.
La biblioteca proseguì la sua attività fino alla soppressione del monastero nel 1803.
Tutta la biblioteca venne quindi requisita e trasferita in Francia fino agli accordi di restituzione dopo il Congresso di Vienna del 1815.
Dal 1963 dove vi era l'antica biblioteca vi è la sede del Museo dell'abbazia di San Colombano.

### Patrimonio
Dopo la dispersione in altre biblioteche, lo Scriptorium conservò 25 dei 150 manoscritti più antichi della letteratura latina esistenti al mondo. Tutto il patrimonio dello Scriptorium è archiviato su microfilm presso gli Archivi storici bobiensi del duomo di Bobbio, che custodisce anche alcune pergamene e codici del periodo compreso tra il V e il IX secolo.
Nel 1824, dopo la restituzione francese dei codici dopo la soppressione del monastero del 1803, si diede in lascito alla Biblioteca Nazionale Universitaria di Torino parte della raccolta di manoscritti, altri codici sempre a Torino sono conservati alla Biblioteca Reale e all'Archivio di Stato.
Il patrimonio librario bobbiese è conservato quindi in massima parte nella Biblioteca Ambrosiana di Milano, nella Biblioteca nazionale di Torino, nella Biblioteca Vaticana, nella Biblioteca Laurenziana di Firenze, nella Biblioteca capitolare di Verona e nella Biblioteca Queriniana di Brescia (altri codici sono conservati o testimoniati a Berlino, Cambridge, Celtenham, Heidelberg, Escorial, Lipsia, Nancy, Parigi, Parma, Venezia, Vienna, Wolfenbüttel).
Nel 2009 la repertazione effettuata dal rettore A. Bulla e uno studio ad opera di Leandra Scappaticci ha portato alla scoperta di nuovi codici o palinsesti, alcuni dei quali mancanti alla Biblioteca di Torino.
Tra i codici che appartenevano alla biblioteca del centro scrittorio, si citano:
- il Chronicon di Orosio, un codice miniato del VII secolo oggi conservato alla Biblioteca Ambrosiana di Milano.
- l'Antifonario di Bangor, un manoscritto irlandese del tardo VII secolo, proveniente dal monastero di Bangor ed anch'esso oggi presso la Biblioteca Ambrosiana, che secondo la tradizione sarebbe stato portato a Bobbio dallo stesso san Colombano, probabilmente fu nelle mani del santo irlandese, ma pervenne al monastero bobbiense solo attorno al IX secolo da parte del monaco irlandese Dungall dopo le incursioni vichinghe in Irlanda.
- il San Gerolamo di Bobbio, con un commento di Isaia di san Girolamo, del VII secolo, i Dialoghi di San Gregorio Magno del sec. VIII,  il De temporum ratione in minuscola longobarda del sec. VIII di Beda il Venerabile, il Liber Diurnus Romanorum Pontificum del IX e il Messale del X, sempre alla Biblioteca Ambrosiana.
- il Codex Bobiensis (codice K) degli Evangeli di Marco e Matteo, e i Vangeli irlandesi, alla Biblioteca nazionale di Torino.
- il De re publica di Cicerone, oggi nella Biblioteca Vaticana.
- il Virgilio mediceo di Publio Virgilio Marone, oggi alla Biblioteca Laurenziana di Firenze.
- il Plauto alla Biblioteca capitolare di Verona.
- i volumi Appendix Probi e Ars grammatica di Flavio Sosipatro Carisio alla Biblioteca nazionale di Napoli.
- le Lettere di Seneca a Lucillo alla Biblioteca Queriniana di Brescia.

Secondo il paleografo austriaco Paul Rudolf Beer (m. 2009),  la collezione del Monastero di Vivario sarebbe confluita a san Colombano e a Verona. La tesi del debito di san Colombano con il Vivarium fu confutata da Elias Avery Lowe.